# Privat de Mende
Privat de Mende (Clarmont d'Alvèrnia, començament del segle iii - Mende, Losera, ca. 255 o 260) fou un eremita, bisbe de Mende. És venerat com a sant per l'Església catòlica.

## Biografia
És citat per Gregori de Tours, que el qualifica de "episcopus urbis Gabalitanae" ("bisbe de la ciutat [el país] de Gavaldà") i Venanci Fortunat (Carmina, VIII, 3; 161-162: «Privatum Gabalus, Iulianum Avernus abundans, Ferreolum pariter pulchra Vienna gerit.»
Privat havia estat enviat pel bisbe Austremoni de Clarmont a evangelitzar el país del Gavaldà, i s'establí, probablement, a Anderitum o Gabalum. Mende no era llavors una ciutat. Mende com a seu de la diòcesi només està testimoniada a partir del segle X; probablement, a partir de la destrucció d'Anderitum, la seu es traslladà a Mende, on havia estat martiritzat i sebollit Privat. Segons això, hauria estat el primer bisbe de la regió. Tanmateix, també hi ha dubtes que realment fos bisbe, ja que les notícies sobre la diòcesi són posteriors.
Privat es retirava sovint a fer pregària i penitència a una cova del mont Mimat, prop de Mimate, nom antic de Mende. Quan els alamans, comandats per Crocus, van envair la Gàlia, el van trobar i el van fer ostatge, tot demanant als habitants de Mende que donessin la ciutat a canvi de la vida del bisbe. Privat es negà a fer el bescanvi i els alamans van colpejar-lo i mutilar-lo fins a deixar-lo per mort.
Va morir uns dies després i fou sebollit al lloc del seu martiri, on després s'edificà una església que, a partir del segle x, esdevindrà basílica-catedral de la Mare de Déu i Sant Privat de Mende.

### Llegenda del martiri
Una llegenda popular diu que Privat fou tancat en una bóta plena de claus amb la punta cap a l'interior, i llençat des de la cova on vivia, amunt la muntanya, fins a la ciutat.

## Veneració
Es conserva la seva cova a Mende, que esdevingué meta de pelegrinatge. Cap al 1315 s'hi instal·là una col·legiata, Saint-Privat-La Roche, que desaparegué definitivament en 1793. El 1850 s'hi erigí una capella, on es conserva una relíquia del sant.
La festivitat del sant és el 21 d'agost, però també se celebra el tercer diumenge posterior a Pasqua (commemoració de la descoberta de les relíquies en 1170) i el tercer diumenge d'octubre (trasllat de les relíquies).

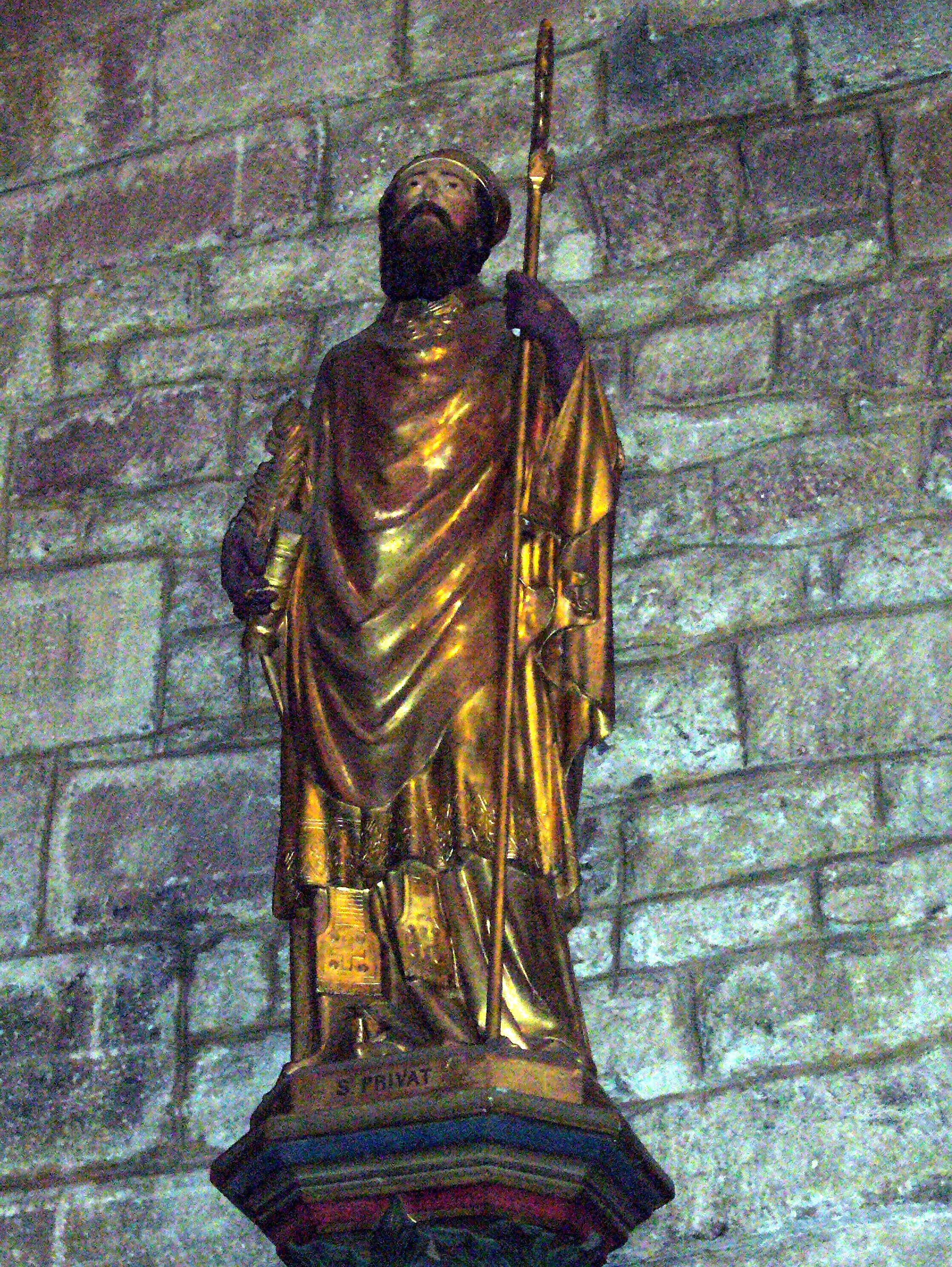
Talla del sant a La Canourgue
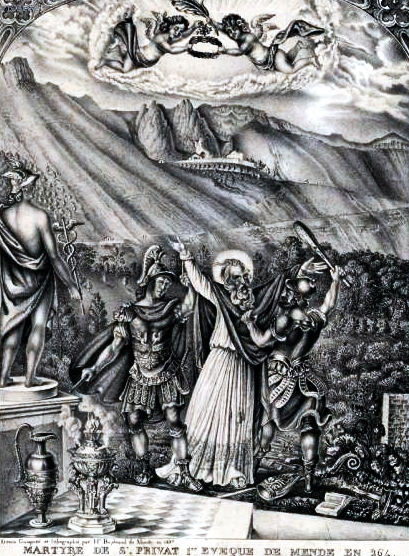
Martiri de Privat, gravat del s. XIX
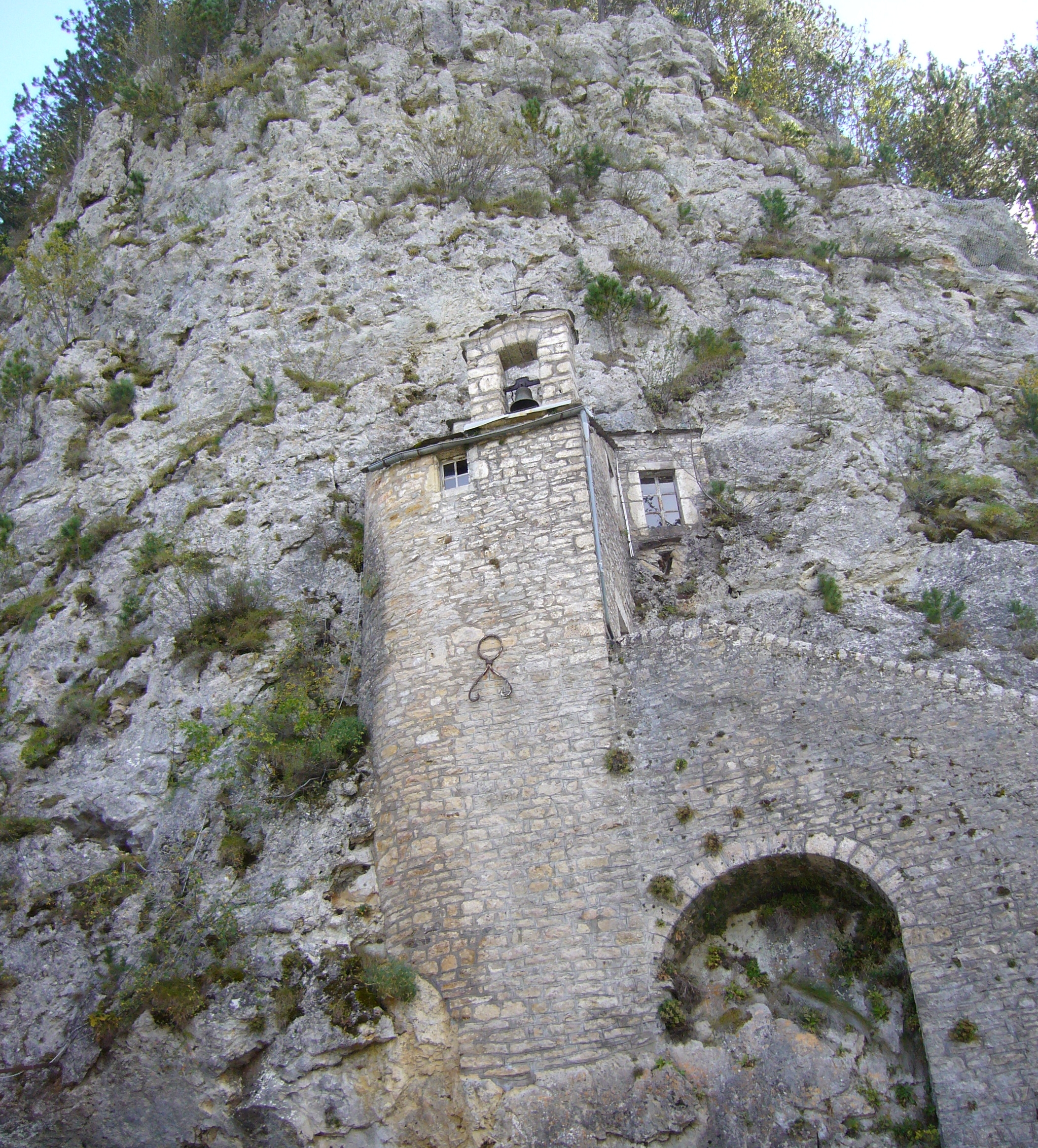
Cova de l'eremitatge de Privat
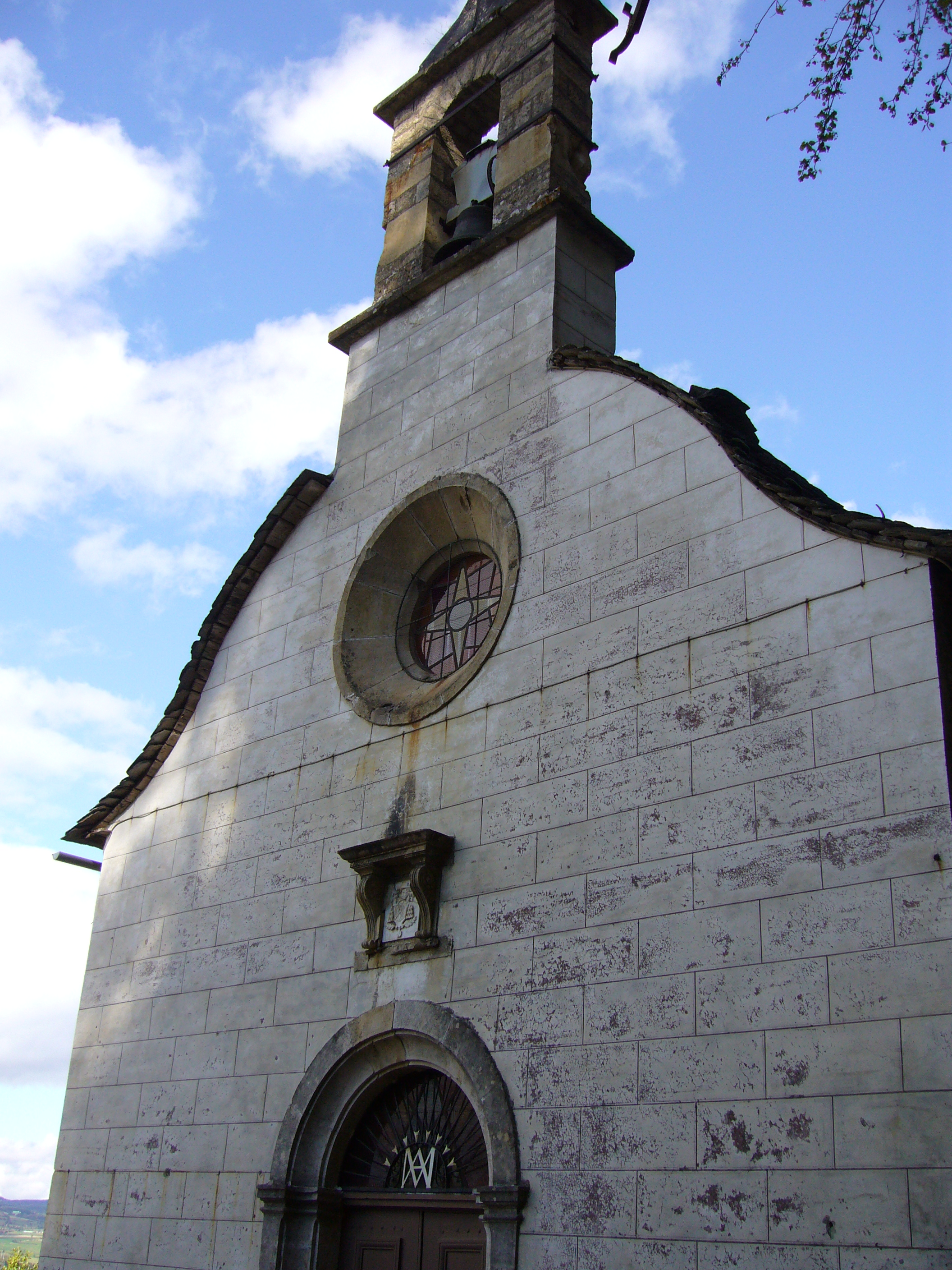
Ermita de la cova, de 1850
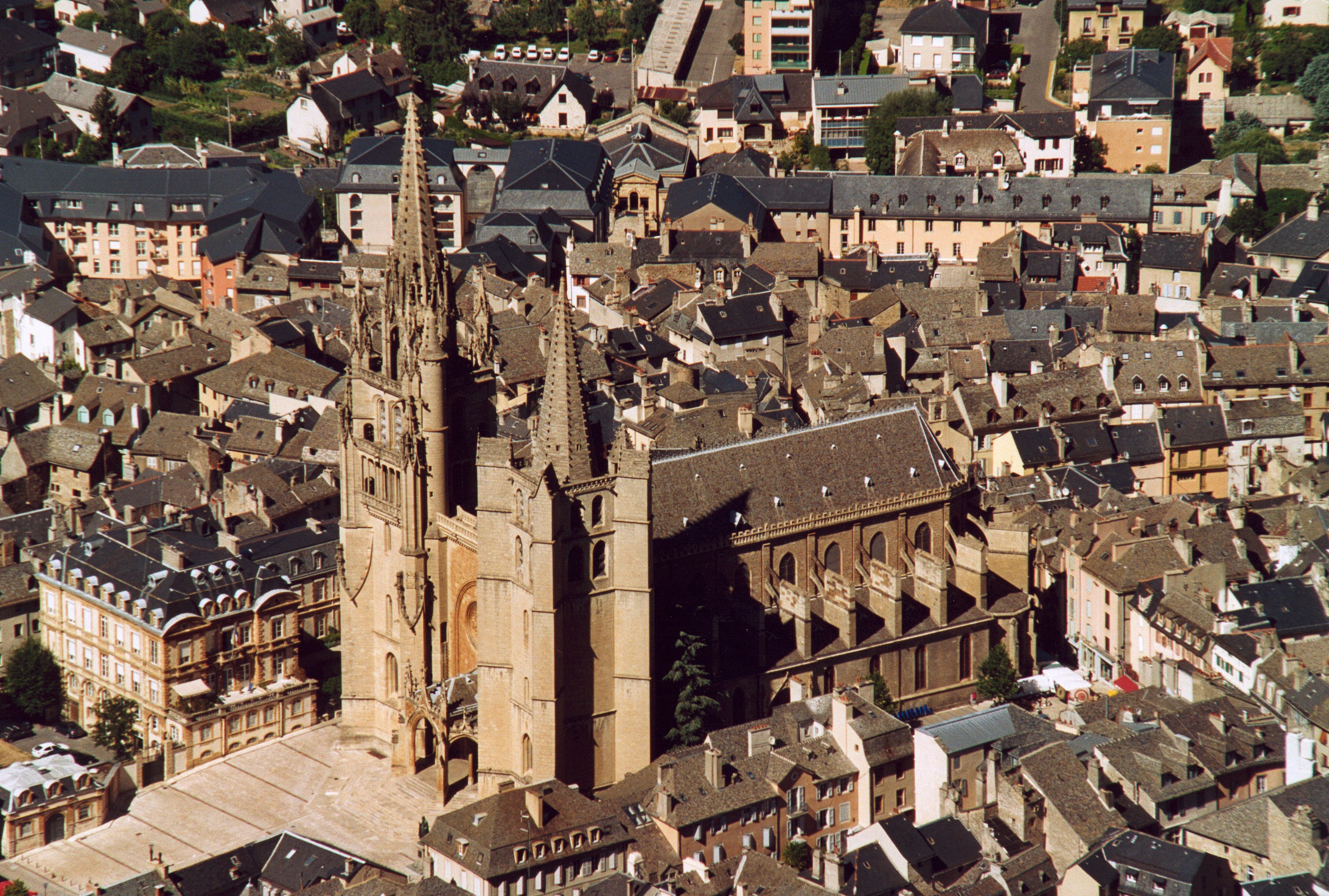
Mende i la seva catedral
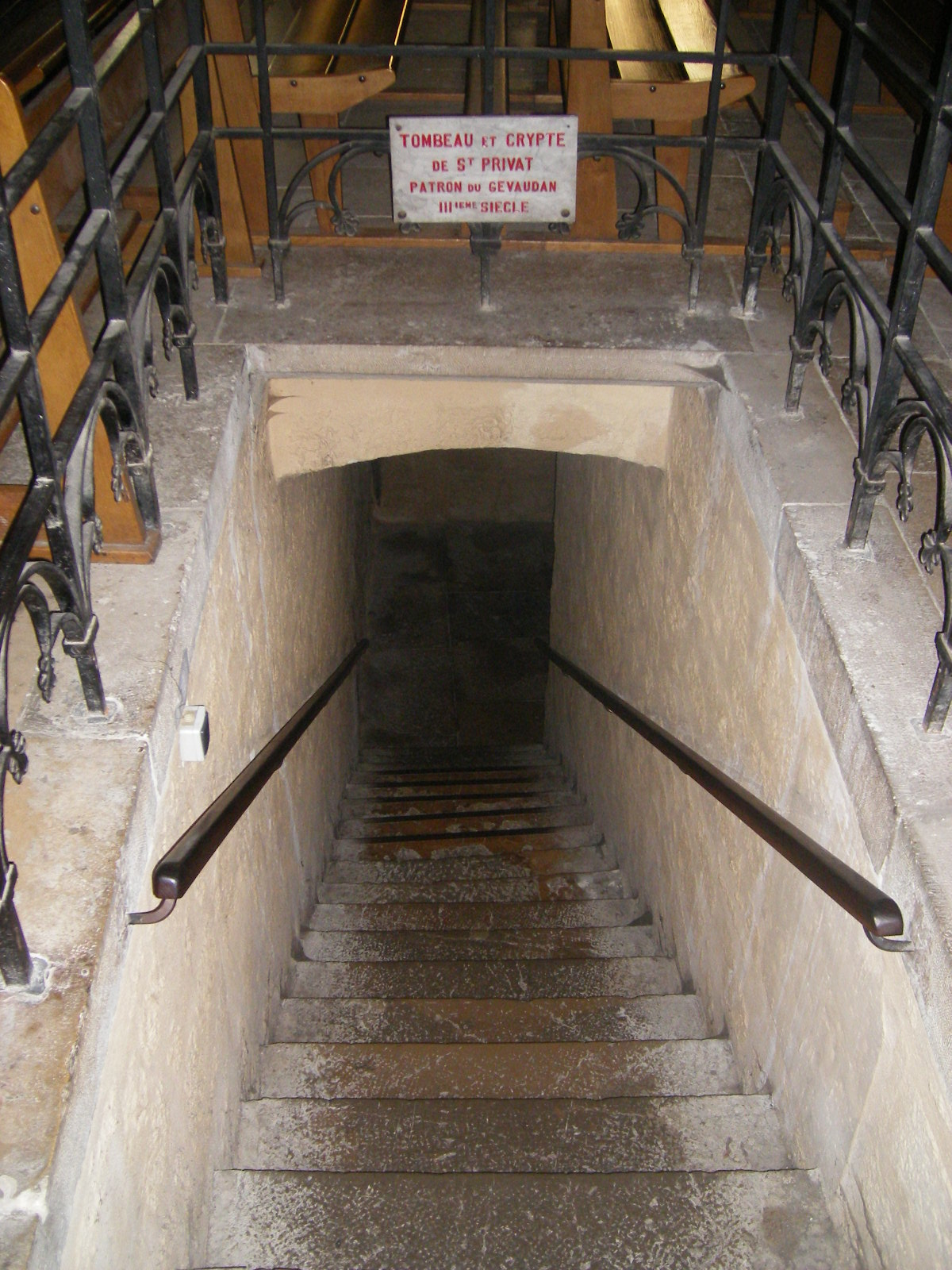
Cripta de la catedral, antic enterrament de Privat

### Relíquies
La llegenda diu que el cos de Privat fou enterrat per sant Elpidi del Gavaldà al peu del mont Mimat, on s'aixecà una capella, futura catedral de Mende. El rei Dagobert va portar-ne les relíquies, amb les d'altres sants, com Hilari del Gavaldà o Santa Enímia, a la basílica de Saint-Denis, prop de París. D'aquí passaren, el 775, a Salone, a la diòcesi de Metz, on es dedicà una església a sant Privat.
Al segle x, les relíquies de Privat tornen a Saint-Denis, tot i que una tradició diu que un prevere del Gavaldà les va portà novament a Mende, on es col·locaren en la cripta de la futura catedral. Per evitar-ne el robatori, s'amagaren, cap al 1110, i se'n perdé el rastre fins que foren retrobades pel bisbe Aldebert III el 1170 i s'instal·laren en un reliquiari a la cripta.
Les guerres de religió del segle xvi acabaren amb bona part de les relíquies de Mende; només se'n conserven una petita part.